# Gall Dindi Dret
Canacatuco (o Gall dindi dret; 1710-1783) fou un cabdill cherokee, qui viatjà a Londres el 1730 i el 1762 per veure Jordi III del Regne Unit, i va participar en la Conferència d'Augusta del 1763 amb el superintendent John Stuart. El 1768 signà el tractat de Hard Labor, fixant les fronteres amb les colònies, i el 1775 el de Sycamore Shoals, cedint terres a Kentucky. Durant la revolució intentà mantenir-se neutral i va fer sovint de mitjancer.